# Богородское (Вадинский район)
Богородское — село в Вадинском районе Пензенской области России. Входит в состав Рахмановского сельсовета.

## География
Село находится в северо-западной части Пензенской области, в пределах восточной окраины Окско-Донской низменности, в лесостепной зоне, на берегах реки Латос, на расстоянии примерно 13 километров (по прямой) к юго-западу от села Вадинска, административного центра района. Абсолютная высота — 159 метров над уровнем моря.
Климат
Климат характеризуется как умеренно континентальный. Средняя температура воздуха самого холодного месяца (января) составляет −11,5 °C (абсолютный минимум — −44 °С); самого тёплого месяца (июля) — 19,5 °C (абсолютный максимум — 38 °С). Продолжительность безморозного периода составляет 133 дня. Годовое количество атмосферных осадков — 467 мм. Снежный покров держится в среднем 141 день.

## История
Основано во второй половине XVII века служилыми людьми из города Керенска. Название дано по церкви во имя Пресвятой Богородицы, построенной в 1797 году. В XIX веке население села составляли государственные и помещичьи крестьяне.
По состоянию на 1911 год в Богородском, относившемуся к Ключевской волости Керенского уезда, имелось: пять крестьянских обществ, 96 дворов, церковь, земская школа, девять ветряных мельниц, шерсточесалка, три кузницы и семь лавок. Население села того периода составляло 774 человека. По данным 1955 года в селе, являвшемся центром Богородского сельсовета, располагалась центральная усадьба колхоза «Память Ильича».

## Население
| 1864 | 1877  | 1897  | 1911 | 1926  | 1930  | 1939  |
| ---- | ----- | ----- | ---- | ----- | ----- | ----- |
| 1084 | ↗1281 | ↗1308 | ↘774 | ↗1621 | ↗1731 | ↘1008 |
| 1959 | 1970  | 1979  | 1989 | 1996  | 2002  | 2010  |
| ↘554 | ↘418  | ↘264  | ↘129 | ↘90   | ↘72   | ↘37   |

Половой состав
По данным Всероссийской переписи населения 2010 года в гендерной структуре населения мужчины составляли 51,4 %, женщины — соответственно 48,6 %.
Национальный состав
Согласно результатам переписи 2002 года, в национальной структуре населения русские составляли 100 % из 72 чел.

## Улицы
Уличная сеть села состоит из четырёх улиц.